# Mount Mendeleeva
Mount Mendeleeva är ett berg i Antarktis. Det ligger i Östantarktis. Australien gör anspråk på området. Toppen på Mount Mendeleeva är 1 908 meter över havet.
Terrängen runt Mount Mendeleeva är huvudsakligen platt, men västerut är den kuperad. Trakten är obefolkad. Det finns inga samhällen i närheten.